# Jason Cunliffe
Pour les articles homonymes, voir Cunliffe.
Jason Cunliffe, né le 23 octobre 1983 à Hagåtña sur l'île de Guam (États-Unis), est un footballeur international guamanien évoluant au poste d'attaquant dans le club des Rovers FC, dans le Championnat de Guam. Il est le capitaine de l'équipe nationale de Guam et est le meilleur buteur de l'équipe de Guam.

## Biographie

### Carrière internationale
Jason Cunliffe est convoqué pour la première fois par le sélectionneur national Norio Tsukitate pour un match de l'AFC Challenge Cup 2006 contre le Bangladesh le 3 avril 2006 (défaite 3-0). Le 15 mars 2009, il marque son premier but en équipe de Guam lors d'un match des éliminatoires de la Coupe d'Asie de l'Est 2010 contre Macao (2-2).
Avec 18 buts, il est le meilleur buteur de l'histoire de la sélection guamanienne. Il est actuellement le capitaine de la sélection guamanienne.

## Palmarès
- Avec le Quality Distributors :
  - Champion de Guam en 2007 et 2008
  - Vainqueur de la Coupe de Guam en 2008

- Avec le Guam Shipyard :
  - Vainqueur de la Coupe de Guam en 2010

- Avec le Pachanga Diliman :
  - Champion des Philippines de D2 en 2012

- Avec les Rovers FC :
  - Champion de Guam en 2014
  - Vainqueur de la Coupe de Guam en 2014

## Statistiques

### Buts en sélection
Le tableau suivant liste les résultats de tous les buts inscrits par Jason Cunliffe avec l'équipe de Guam.